# Hendrik Jan Scheffer (burgemeester)
Hendrik Jan Scheffer (ca. 1913 – 14 maart 2000) was een Nederlands politicus van de PvdA.
In 1929 ging hij werken bij de gemeentesecretarie van Nieuwleusen en midden 1936 werd hij klerk bij de provinciale griffie van Groningen. Scheffer was daar adjunct-commies voor hij eind 1941 commies-verificateur werd bij de gemeente Onstwedde. In 1946 volgde zijn benoeming tot burgemeester van Ezinge. Rond 1963 kwam hij in conflict met wethouder A. de Vries dat zo escaleerde dat de Gedeputeerde Staten van Groningen een commissie van twee oud-burgemeesters (H. Tuin en J. Duker) de zaak liet onderzoeken. Zijn huwelijk ging kapot door het conflict en in 1967 stapte Scheffer op. Hij ging in Den Haag als Administrateur A werken bij de Vereniging van Nederlandse Gemeenten (VNG) waar hij belast werd met de automatisering van de gemeente-administratie. Rond 1976 stopte hij met werken en hij vestigde zich samen met zijn nieuwe echtgenote in Oosterhesselen. Scheffer overleed in 2000.